# زي ميلر
زي ميلر (ZMailer) هو أداة نقل البريد في نظام التشغيل لنكس، توزيعة برمجيات بيركلي (BSD) وأنظمة أخرى شبيهة بيونكس.
وهو موجة للبوابات أو خوادم البريد أو غيرها من المواقع الكبيرة التي تمتلك نطاقات كثيرة وتحتاج إلى الاتصال فيما بينها.
طورت أول مره في عالم 1988، كرد على مشكلة مع سند ميل، لريان زجيريسن في جامعة تورنتو. وكان ماتي أرنيو المطور الرئيسي منذ عام 1994.
مع قلة الإصدارات الأخيرة الرسمية، ما زالت عجلة التطوير تعمل لديهم حيث يقمون بإصلاح الأخظاء في نظام النسخ المتلاقية (CVS).
يدعم زي ميلر جميع المميزات الحديثة المتوقعة من أداة نقل البريد بالإضافة إلى DNSBL، SPF، وفحص محتوى الرسالة.
أحد المواقع التي تستخدم زي ميلر هي [vger.kernel.org]، مستضيفة نسخة قائمة الإرسال لنواة لينكس.

## وصلات خارجية
- صفحة زي ميلر
- Zmscanner فلتر مدخلات لتزامن مدخلات رسائل فحص SMTP بطرق عديدة، بما في ذلك مكافح الفايروسات ClamAV.
- الموديلات الإضافية من Zmscanner
- Dovecot LDA كوكيل النقل المحلي لـ ZMailer